# David I Mukhrani-batoni
David I fou el cinquè príncep de Mukhran (Mukhrani-batoni) del 1627 al 1648.
El principat li va ser donat pel seu pare Teimuraz de Kakhètia (i també rei de Kartli).
Casat amb Eleni (+1695) exdona de David Sidamoni, eristhavi de l'Aragvi, i filla de Diasamidze Meskhe.
Va morir en combat amb els perses a Magharo el 1648.
Entre els seus fills el gran, Luarsab, va morir jove el 1654; el segon Jordi, adoptat per Alexandre III d'Imerècia el 1649, va morir el 1650; i el tercer, Nicolau, fou rei de Kakhètia (i de Kartli) com Irakli I. Les filles, Kethavan es va casar amb Bagrat IV d'Imerècia i més tard amb Artxil d'Imerècia i de Kakhètia; l'altra filla Sistan-Darejan es va casar amb Parsadan Tsitsishvili príncep de Satsitsiano (+1733) fill de Nodar Tsitsishvili, príncep de Kvemo-Satsitsiano.
El va succeir Vakhtang II Mukhrani-batoni.